# Olsza
Olsza, olcha (Alnus Mill.) – rodzaj drzew i krzewów z rodziny brzozowatych (Betulaceae A. Gray). Według różnych źródeł zalicza się do niego od 25 do 41–44 gatunków. Występują one naturalnie w strefie umiarkowanej i borealnej półkuli północnej, na wschodzie ich zasięg występowania dociera do indyjskiego stanu Asam, Azji Południowo-Wschodniej i Japonii, gdzie rośnie 10 gatunków. Najdalej na południe sięga A. acuminata, rosnąca w Ameryce Południowej w kolumbijskich Andach. W Europie rośnie 5 gatunków, z czego w Polsce trzy: olsza czarna A. glutinosa, olsza szara A. incana i olsza zielona A. alnobetula (poza tym status gatunku nadawany jest introdukowanej i zadomowionej olszy pomarszczonej A. rugosa, w innych ujęciach mającej status podgatunku olszy szarej A. incana subsp. rugosa).
Gatunki z tego rodzaju rosną często na siedliskach wilgotnych i zalewowych. Wykorzystywane jest ich drewno, cenione ze względu na łatwość obróbki i trwałość, w tym odporność na gnicie w wodzie. Wyrabiano z niego m.in. węgiel drzewny i proch. Drzewa sadzone są w celu rekultywacji słabych i zniszczonych gruntów, jako ozdobne, bywają też wykorzystywane jako lecznicze.

## Morfologia

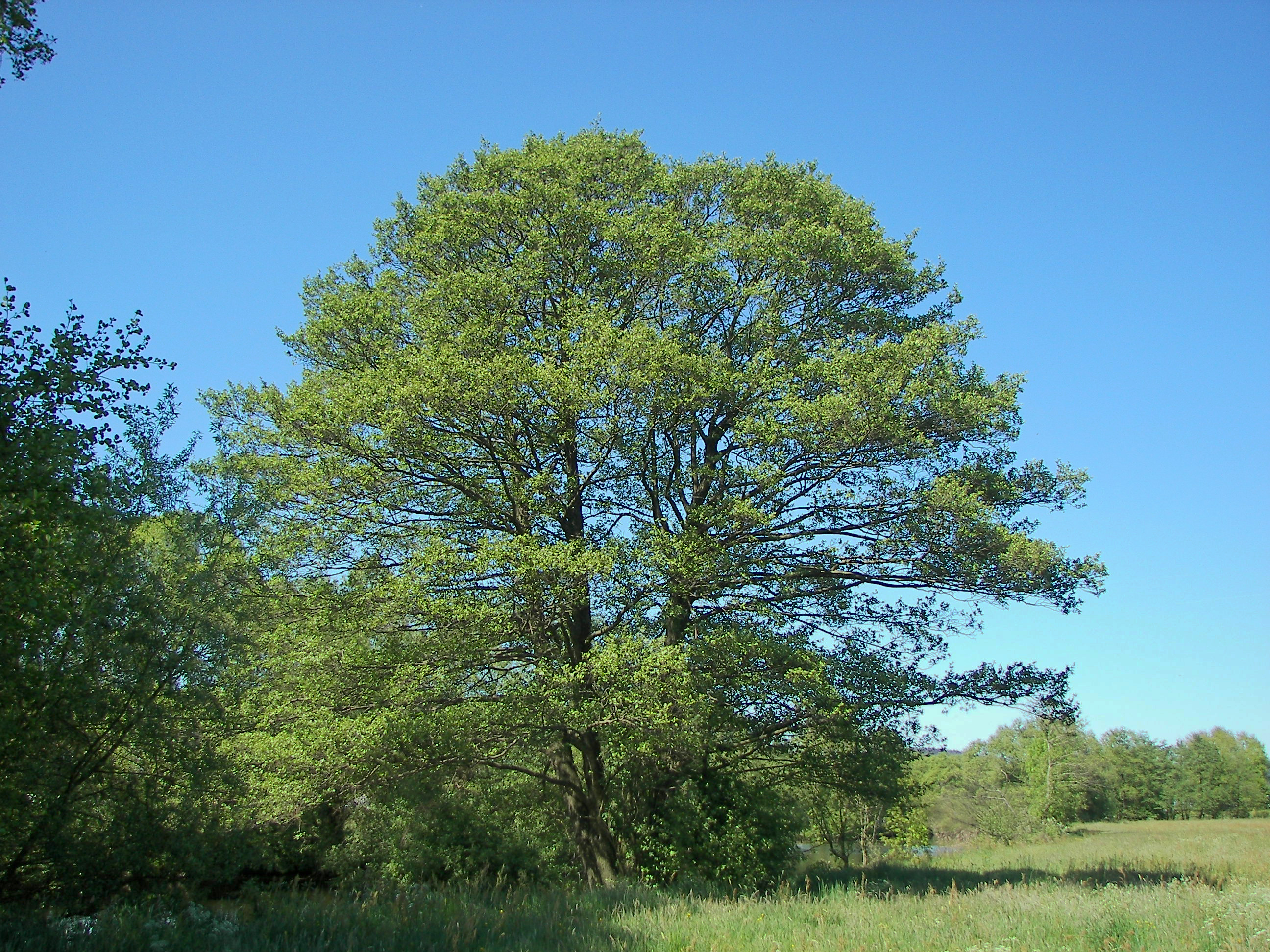
Pokrój olszy czarnej (A. glutinosa)

PokrójZrzucające liście drzewa lub krzewy. Osiągają zwykle niezbyt okazałe rozmiary, do największych gatunków należą chińska A. cremastogyne (do 40 m wysokości) i olsza czarna (do 35 m wysokości). Pędy i kora zwykle ciemno zabarwione, czasem szara, za młodu gładka, z licznymi okrągłymi lub eliptycznymi przetchlinkami. Korzenie mają brodawki, które w symbiozie z bakteriami wiążą azot atmosferyczny, zwykle zasiedlone przez nie korzenie są czerwone i spęczniałe. Skupienia brodawek korzeniowych mogą osiągać u tego rodzaju wielkość jabłek. Pąki zwykle na trzonkach, okryte 3–6 łuskami, dość duże, czasem lepkie, zaostrzone lub tępe.
LiścieNaprzemianległe, pojedyncze. Blaszka liściowa jest eliptyczna, jajowata lub okrągława, piłkowana lub ząbkowana na brzegu, często podwójnie, rzadko całobrzega. Przylistki drobne, łuskowate, szybko opadające.
KwiatyPromieniste, jednopłciowe, zebrane w zwisające kotki o cylindrycznym kształcie. Poszczególne kwiaty są bardzo drobne i pozbawione okwiatu. Kwiatostany męskie mają postać zwisających, wąskich kotek. Zbudowane są z licznych segmentów, z których każdy składa się z 3–5 przysadek i 3 pojedynczych kwiatów. Poszczególne kwiaty zawierają po cztery pręciki z czerwonymi zwykle pylnikami. Kwiaty żeńskie wyrastają pojedynczo lub w parach w kątach łuskowatych przysadek tworząc zredukowany kwiatostan typu wierzchotka wsparty czterema podsadkami. Wierzchotki te tworzą szyszkokształtny kwiatostan złożony. Poszczególne kwiaty żeńskie zawierają dwukomorową zalążnię z pojedynczym zalążkiem i słupek z dwoma nitkowatymi szyjkami.
OwoceSpłaszczone orzeszki z błoniastymi lub papierzastymi skrzydełkami, stąd mające postać drobnych skrzydlaków. W czasie owocowania osie kwiatostanów wraz ze zrośniętymi z sobą podsadkami i podkwiatkami drewnieją i tworzą niewielkie „szyszki”, które wiszą na drzewach zwykle długo po wysypaniu się owoców.

## Biologia i ekologia
Rośliny z tego rodzaju są jednopienne i wiatropylne. Kwitną wiosną lub jesienią (sekcje Cremastogyna i Clethropsis). Wszystkie gatunki olszy mają brodawki korzeniowe, w których żyją bakterie promieniowce z rodzaju Actinomycetes, mające zdolność asymilowania wolnego (atmosferycznego) azotu. Dzięki temu mogą zasiedlać gleby ubogie i bagienne. Większość gatunków rośnie na siedliskach wilgotnych, mokrych lub zalewanych – wzdłuż brzegów rzek i jezior. Rośliny z tego rodzaju zasiedlają odsłoniętą glebę po zalewach lub uwalnianą spod ustępujących lodowców. Podrodzaj subg. Alnobetula obejmuje gatunki krzewów zaadaptowane do klimatu chłodnego, w tym stanowiące w wielu miejscach istotny komponent lasotundry.

## Systematyka
Pozycja systematyczna

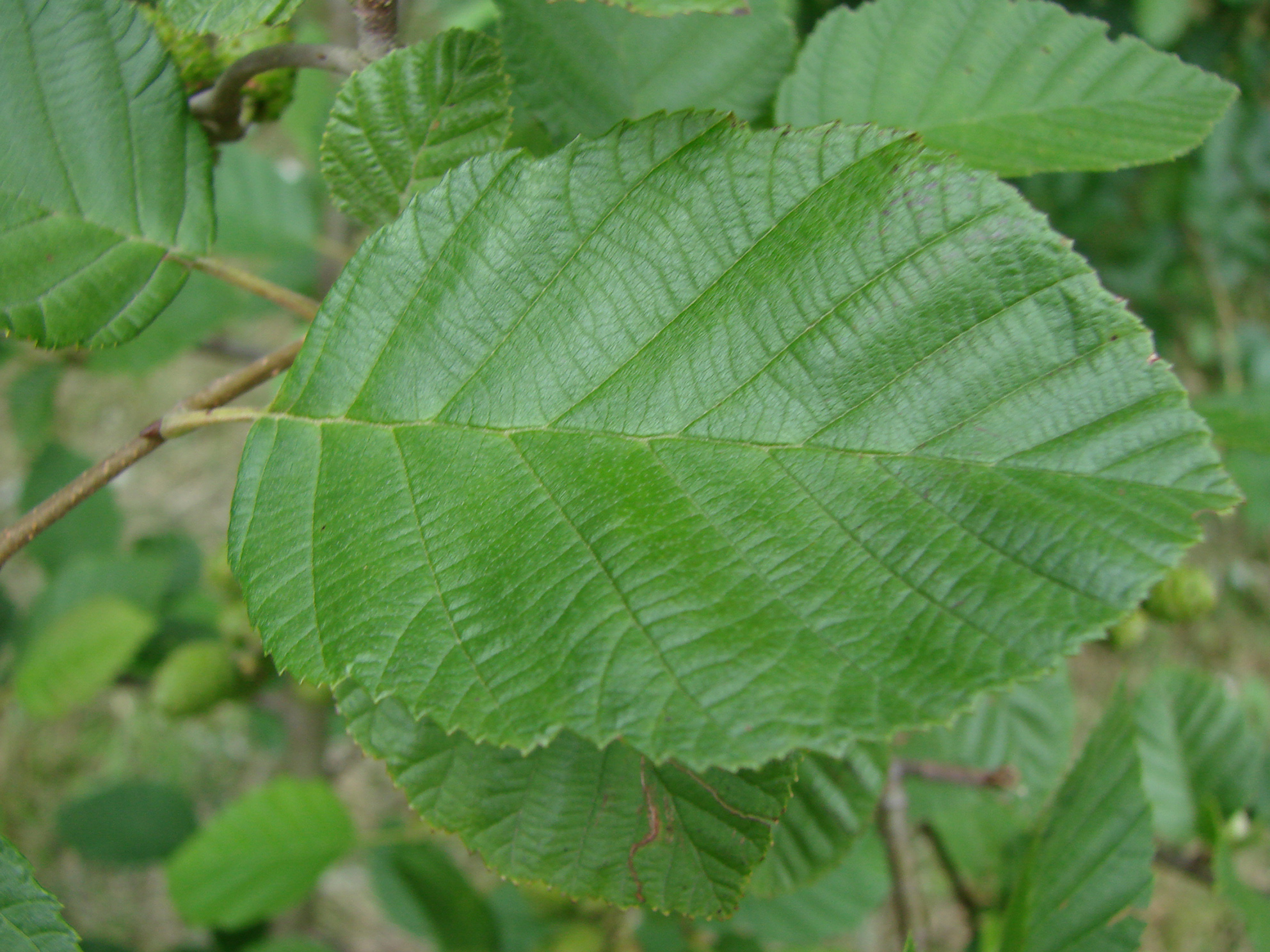
Liść olszy szarej (A. incana)

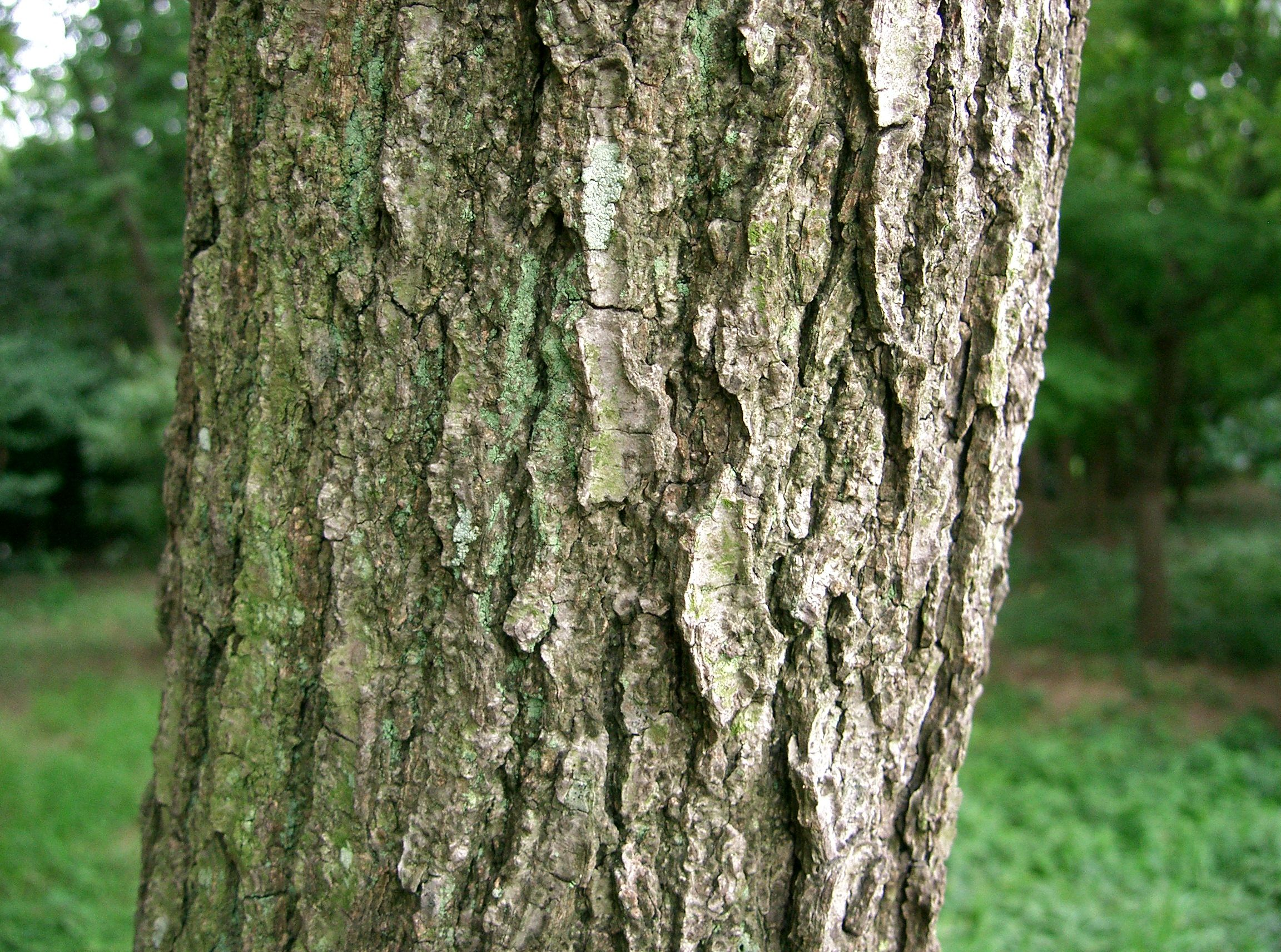
Kora olszy japońskiej (A. japonica)

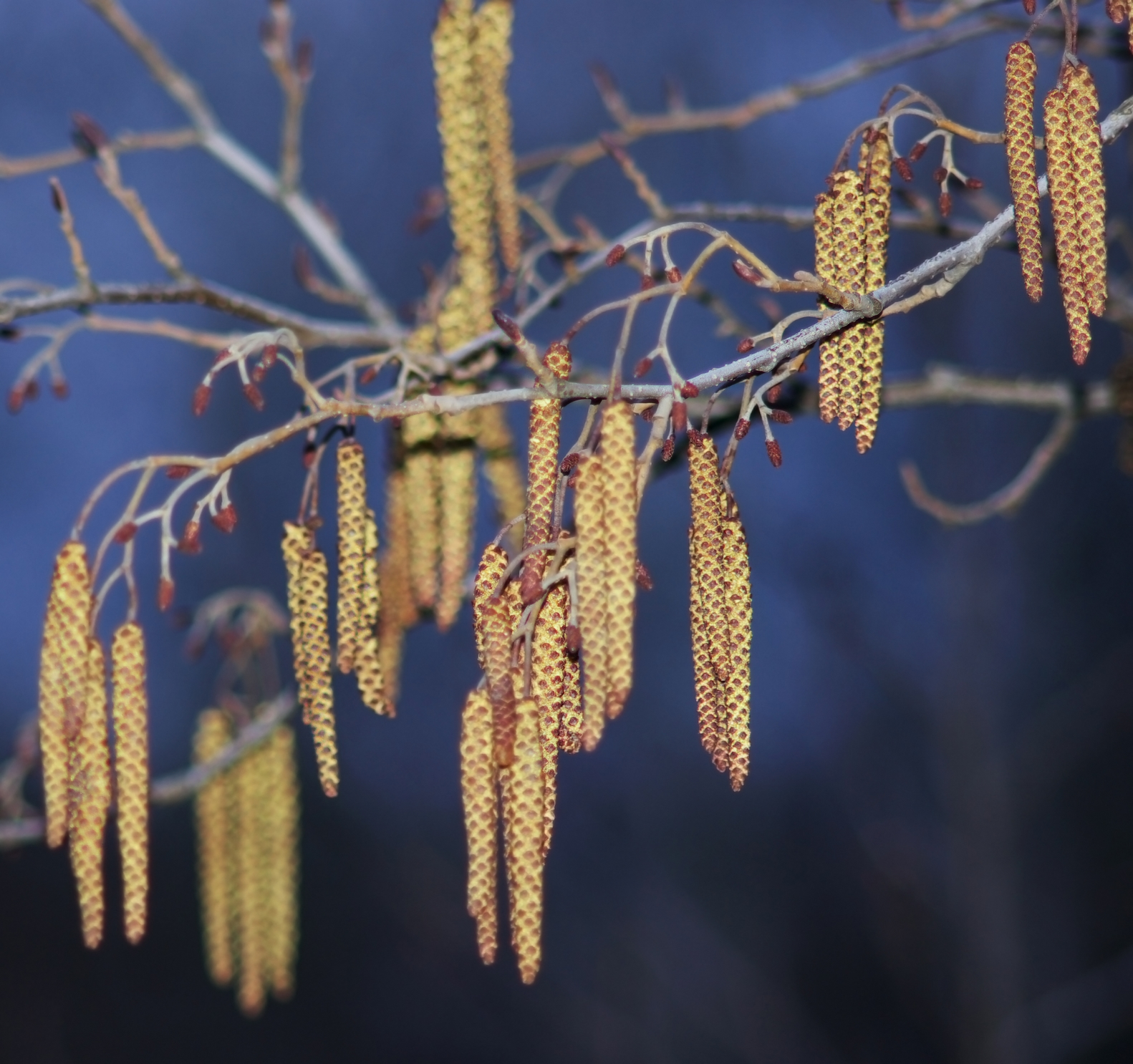
Kwiatostany meskie i żeńskie olszy czarnej (A. glutinosa)

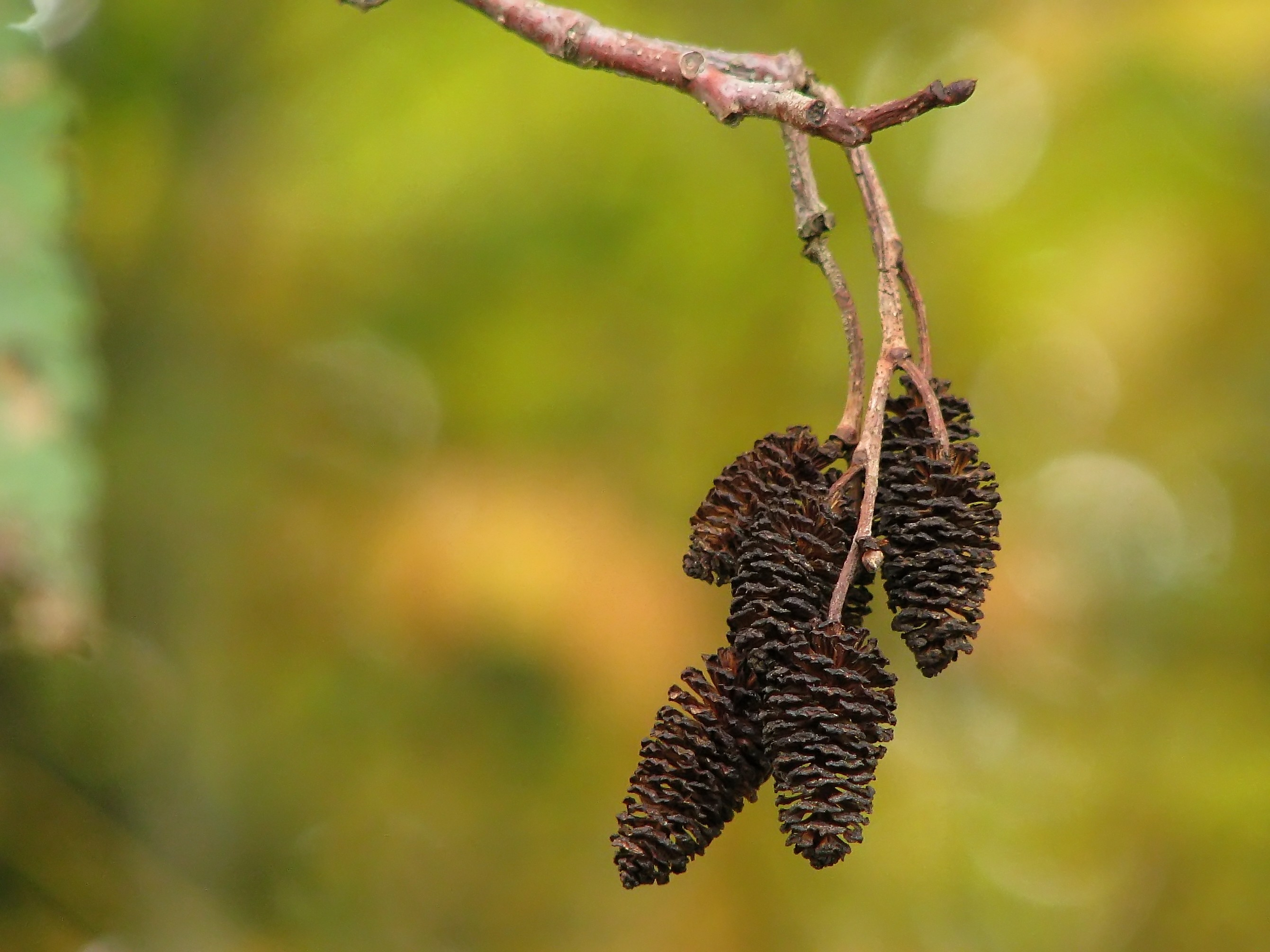
Owoce olszy czerwonej (Alnus rubra)

Rodzaj z rodziny brzozowate z rzędu bukowców. W obrębie rodziny zaliczany do podrodziny Betuloideae Arnott, jako takson siostrzany rodzaju brzoza Betula.
Lista gatunków
- Alnus acuminata Kunth
- Alnus alnobetula (Ehrh.) K.Koch – olsza zielona
- Alnus betulifolia G.Y.Li, Z.H.Chen & D.D.Ma
- Alnus cordata (Loisel.) Duby – olsza sercowata
- Alnus cremastogyne Burkill
- Alnus djavanshirii H.Zare
- Alnus dolichocarpa H.Zare, Amini & Assadi
- Alnus × elliptica Req. – olsza eliptyczna
- Alnus × fallacina Callier
- Alnus fauriei H.Lév. & Vaniot
- Alnus ferdinandi-coburgii C.K.Schneid.
- Alnus firma Siebold & Zucc. – olsza twarda
- Alnus formosana (Burkill) Makino
- Alnus glutinosa (L.) Gaertn. – olsza czarna
- Alnus glutipes (Jarm. ex Czerpek) Vorosch.
- Alnus hakkodensis Hayashi
- Alnus × hanedae Suyinata
- Alnus henryi C.K.Schneid.
- Alnus hirsuta (Spach) Rupr. – olsza szorstka
- Alnus × hosoii Mizush.
- Alnus incana (L.) Moench – olsza szara
- Alnus japonica (Thunb.) Steud. – olsza japońska
- Alnus jorullensis Kunth
- Alnus lanata Duthie ex Bean
- Alnus lusitanica Vít, Douda & Mandák
- Alnus mairei H.Lév.
- Alnus mandschurica (Callier) Hand.-Mazz.
- Alnus maritima (Marshall) Muhl. ex Nutt. – olsza nadmorska
- Alnus matsumurae Callier – olsza Matsumury
- Alnus maximowiczii Callier – olsza Maksymowicza
- Alnus × mayrii Callier
- Alnus nepalensis D.Don – olsza nepalska
- Alnus nitida (Spach) Endl. – olsza lśniąca
- Alnus oblongifolia Torr.
- Alnus orientalis Decne. – olsza wschodnia
- Alnus paniculata Nakai
- Alnus × peculiaris Hiyama
- Alnus pendula Matsum. – olsza zwisłokwiatowa
- Alnus × pseudoglutinosa Dostál
- Alnus × pubescens Tausch – olsza omszona
- Alnus rhombifolia Nutt. – olsza rombolistna
- Alnus rohlenae Vít, Douda & Mandák
- Alnus rubra Bong. – olsza czerwona
- Alnus serrulata (Aiton) Willd. – olsza piłkowana
- Alnus serrulatoides Callier
- Alnus sieboldiana Matsum.
- Alnus subcordata C.A.Mey. – olsza kaukaska
- Alnus × suginoi Sugim.
- Alnus trabeculosa Hand.-Mazz.
- Alnus vermicularis Nakai

## Zastosowanie
- W przemyśle do produkcji sklejki. Jest to doskonałe drewno w obróbce, stąd wykorzystywane bywa m.in. w rzeźbiarstwie[8].
- Ze względu na odporność na gnicie drewno olszy wykorzystywane jest w konstrukcjach podwodnych (na olszach zbudowano m.in. Wenecję i Amsterdam)[9].
- Wykorzystywana jest w lutnictwie do wyrobu pudeł instrumentów strunowych[9], w tym wykorzystywane były do wyrobu skrzypiec przez Antonio Stradivariego[8].
- Drewno używane jest do budowy stępek łodzi i jachtów drewnianych[8].
- Drewno wykorzystywane było do wyrobu węgla drzewnego i prochu[8].
- Olsza wykorzystywana jest do zalesiania nieużytków o niskiej zawartości azotu w glebie, w tym poprzemysłowych[12], olsza szara uprawiana bywa jako przedplon[17].
- Szybko rosnąca i zachowująca długo liście jesienią olsza sercowata stosowana jest do tworzenia pasów wiatrochronnych[9].
- Niektóre gatunki wykorzystywane były jako lecznicze[8].
- Rzadko bywają sadzone jako ozdobne[12].
- Drewno olszy czerwonej uchodzi za najbardziej wartościowe drewno stosowane do wędzenia ryb[8].

## Zagrożenia i ochrona
W Czerwonej księdze gatunków zagrożonych jest wymienionych 28 gatunków olszy – 19 z nich ma status gatunków najmniejszej troski, po jednym są uznane za bliskie zagrożenia i krytycznie zagrożone. 
| Gatunek                   | Status zagrożenia | Tendencja populacji |
| ------------------------- | ----------------- | ------------------- |
| Alnus acuminata           |                   | nieznana            |
| Alnus cordata             |                   | stabilna            |
| Alnus cremastogyne        |                   | stabilna            |
| Alnus fauriei             |                   | nieznana            |
| Alnus ferdinandi-coburgii |                   | nieznana            |
| Alnus firma               |                   | nieznana            |
| Alnus formosana           |                   | stabilna            |
| Alnus glutinosa           |                   | stabilna            |
| Alnus hakkodensis         |                   | nieznana            |
| Alnus henryi              |                   | nieznana            |
| Alnus hirsuta             |                   | nieznana            |
| Alnus incana              |                   | stabilna            |
| Alnus japonica            |                   | stabilna            |
| Alnus jorullensis         |                   | stabilna            |
| Alnus mandshurica         |                   | nieznana            |
| Alnus maritima            |                   | nieznana            |
| Alnus maximowiczii        |                   | nieznana            |
| Alnus nepalensis          |                   | stabilna            |
| Alnus nitida              |                   | stabilna            |
| Alnus oblongifolia        |                   | stabilna            |
| Alnus orientalis          |                   | nieznana            |
| Alnus pendula             |                   | stabilna            |
| Alnus rhombifolia         |                   | stabilna            |
| Alnus rubra               |                   | stabilna            |
| Alnus serrulata           |                   | stabilna            |
| Alnus serrulatoides       |                   | nieznana            |
| Alnus sieboldiana         |                   | nieznana            |
| Alnus trabeculosa         |                   | stabilna            |

## Obecność w kulturze i symbolice
- W mitologii greckiej była drzewem poświęconym Foroneusowi – wynalazcy ognia.
- W tradycji niemieckiej pojawia się Olchowa Kobieta (Else, Elsa, Elise), która najpierw kusi, a później karze mężczyzn zmieniając się we włochate stworzenie.
- Ballada Johanna Wolfganga von Goethego zatytułowana jest „Król Olch”, chociaż tytuł ten jest dyskusyjny, gdyż jej duński pierwowzór mówi o królu elfów.